# Usatove, Odesa
Usatove (în ucraineană Усатове) este un sat în raionul Odesa, regiunea Odesa, Ucraina, formată numai din satul de reședință.

## Demografie
Componența lingvistică a comunei Usatove
     Ucraineană (80,9%)
     Rusă (14,44%)
     Alte limbi (1,59%)
Conform recensământului din 2001, majoritatea populației comunei Usatove era vorbitoare de ucraineană (80,9%), existând în minoritate și vorbitori de rusă (14,44%).